# Refóios do Lima
Refóios do Lima is een plaats (freguesia) in de Portugese gemeente Ponte de Lima en telt 2282 inwoners (2001).

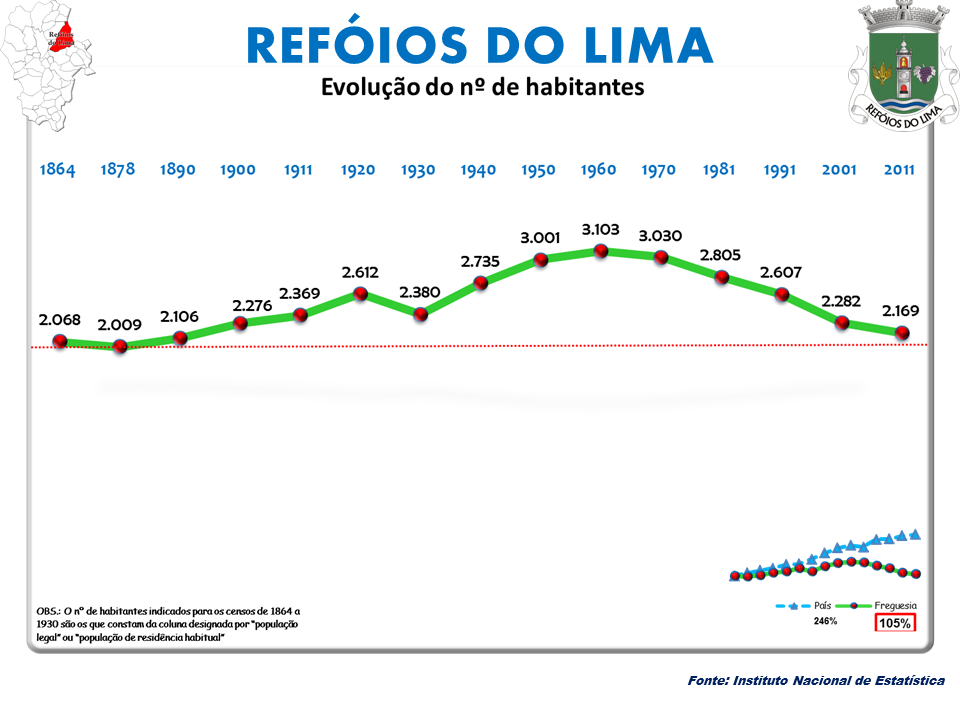
Bevolkingsontwikkeling tussen 1864 en 2011